# Chiesa dei Santi Fabiano e Sebastiano (Sovicille)
La chiesa dei Santi Fabiano e Sebastiano è un edificio sacro che si trova in località Stigliano, nel comune di Sovicille, in provincia di Siena, arcidiocesi di Siena-Colle di Val d'Elsa-Montalcino.

## Descrizione
Di antica origine, fu pressoché ricostruita nel 1854, in contemporanea all'ultimazione della attigua villa Placidi della Poderina. All'epoca del restauro, sull'altare maggiore era esposta, proveniente dalla cappella della Villa De' Vecchi di Montestigliano, una copia su tavola del quadro della Sacra Famiglia del Brescianino, dipinta per la chiesa di Bibbiano, oggi esposta al Museo di arte sacra della Val d'Arbia a Buonconvento; la grande devozione riservata nel XIX secolo a quest'immagine miracolosa è confermata dalla solenne processione che la accompagnò nel suo viaggio a Siena nella domenica in albis del 1834.

## Opere già in loco
L'opera più antica è la scultura lignea policromata raffigurante san Paolo, dell'artista Lando di Stefano, attivo alla fine del Trecento; l'opera, recuperata dopo un furto negli anni settanta del XX secolo, è oggi esposta nella Pinacoteca nazionale di Siena.